# Kreuznacher Straßen- und Vorortbahnen
Die Kreuznacher Straßen- und Vorortbahnen verbanden die Stadt Bad Kreuznach mit der Nachbarstadt Bad Münster am Stein, mit Langenlonsheim und Sankt Johann. Sie wurden elektrisch betrieben und waren nicht identisch mit den nicht elektrifizierten Kreuznacher Kleinbahnen.

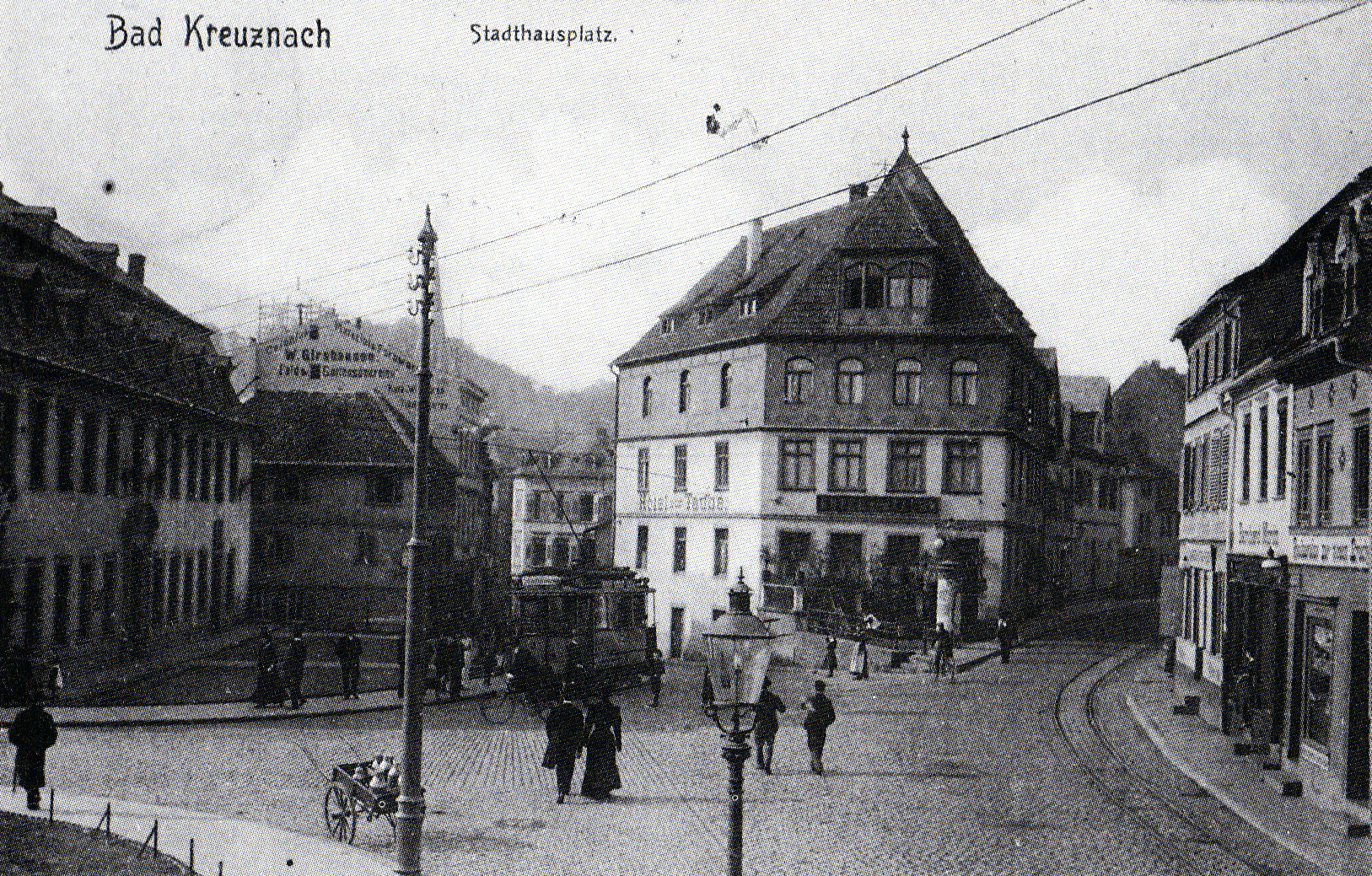
Straßenbahn auf dem Platz vor dem Stadthaus

## Geschichte

### Planung
Die Stadt Kreuznach zählte um 1900 rund 22.000 Einwohner und war ein Eisenbahnknoten. Sie gehörte damals zur preußischen Rheinprovinz und war Kreisstadt. Ab 1897 wurde über eine Straßen- und Vorortbahn verhandelt und die Planung mehrfach grundlegend geändert. So war zunächst Bingen ein Ziel. Für diese „Fernverbindung“ fand sich aber kein Investor. Dann war Bad Münster am Stein ein Ziel, was aber aufgrund der Planungen zur Strategischen Bahn Gau-Algesheim–Bad Münster–Homburg/Saar und deren Auswirkungen auf die Bahnhofssituation in Kreuznach eine erneute Umplanung erforderlich machte. Erst 1905 kam dann eine Konstellation zwischen der Stadt und der Eisenbahnbau-Gesellschaft Becker & Co GmbH, Berlin, zustande, die sich als tragfähig erwies. Becker & Co. wollten sowohl eine Straßenbahn als auch ein Elektrizitätswerk errichten, das zugleich auch den Strom für die Elektrifizierung von Bad Kreuznach liefern sollte. Die Konzessionsnehmerin und Eigentümerin der Anlage wurde die Stadt Kreuznach, die den Betrieb an Becker & Co. auf zwanzig Jahre verpachtete. Die Konzession wurde 1905 auf 75 Jahre erteilt. Baubeginn war der 11. Dezember 1905, am 11. September 1906 wurde die 4,3 Kilometer lange Strecke von Kreuznach nach Bad Münster am Stein als Linie 1 eröffnet.

### Die erste Linie
Die Strecke war eingleisig in Meterspur errichtet worden. Anfangs gab es zwischen beiden Städten nur eine Ausweiche für den Begegnungsverkehr. Es waren sechs Motorwagen und zwei Beiwagen unterwegs. Auf der Linie 1 wurden neben den Fahrten zwischen beiden Städten bis 1912 auch reine Innenstadtfahrten in Kreuznach angeboten.

### Erweiterungen
Am 5. Juli 1911 ging die seit 1908 geplante Straßenbahnlinie 2 von Kreuznach nach Langenlonsheim in Betrieb. Zugleich wurden die Gemeinden Bretzenheim und Langenlonsheim an das Elektrizitätswerk in Kreuznach angeschlossen.
1912 folgte die Linie 3 nach St. Johann, eine Querverbindung in den östlich angrenzenden hessischen Landkreis Alzey. Dafür war ein Streckenneubau von knapp 14,5 km erforderlich. Die Diskussion um die Strecke zog sich hin. Zum einen leistete Sprendlingen Widerstand, zum anderen wurde die Idee in die Diskussion eingebracht, ob eine Verbindung in Normalspur nicht doch sinnvoller sei. Schließlich ging die Strecke bis Badenheim am 7. November 1912 und bis St. Johann am 21. Dezember 1912 in Betrieb. Auch hier waren Bahnbau und Stromlieferung durch Becker & Co. an die durchfahrenen Gemeinden miteinander verbunden. In der Zeit von 1912 bis 1938 hatte das Netz mit 27,55 km seine größte Ausdehnung. Nachdem die Strecke nach Langenlonsheim 1938 aufgegeben wurde, umfasste das Netz noch 21,44 km.
Über den Linienbetrieb hinaus besorgte die Straßenbahn auch Güterverkehr: 
- In Sprendlingen gab es eine Rollbockgrube, wo normalspurige Güterwagen auf Rollböcke verladen werden konnten. Für die Traktion der Güterzüge besaß die Straßenbahn eigene Elektrolokomotiven.[20]
- Mit Güterwagen der Straßenbahn wurde Salz aus den Salinen zum Bahnhof gefahren.
- Von 1915 bis 1931 wurde zudem Post zwischen Bahnhof und Postamt mit der Straßenbahn befördert. Dafür gab es ein Anschlussgleis, das in den Posthof verlegt war.[21]

Während des Ersten Weltkriegs wurden Verwundete mit der Straßenbahn zu den ehemaligen Kurkliniken gefahren, die nun als Lazarette dienten. Dazu wurden Wagen der Straßenbahn entsprechend umgebaut und ein Gleis direkt auf Bahnsteig 1 des Bahnhofs Kreuznach gelegt.
Der Fahrzeugpark umfasste 1914 zwei elektrische Lokomotiven, zwölf Triebwagen, neun Bei-, fünf Güter- und fünf Spezialwagen. Während des Ersten Weltkrieges stieg das Verkehrsaufkommen ständig. Das Jahr 1919 brachte – auch bedingt durch Hamsterfahrten – die bis dahin höchste Zahl beförderter Personen: 2,36 Mio. Auch 1934 fuhren noch einmal 2,4 Mio. Menschen mit der Bahn.

### Umstrukturierung
Am 24. Januar 1924 ging die Straßenbahn an die Rhein-Nahe Kraftversorgungs-AG über. Zwei Jahre später kam sie am 11. März 1926 zur Städtischen Betriebs- und Verkehrsgesellschaft Bad Kreuznach GmbH, wo sie bis zur Einstellung des Straßenbahnbetriebs verblieb.
Seit dem 17. Juli 1925 wurde ein umfangreiches Omnibusnetz aufgebaut, das über den Einzugsbereich der Straßenbahn hinausging, der dadurch eine erhebliche Konkurrenz erwuchs. 1939 waren je zwei Stadt- und Vorort-Omnibuslinien mit einer Gesamtlänge von 45 Kilometern in Betrieb, auf denen acht Busse und ein Anhänger verkehrten. Sie führten von Bad Kreuznach unter anderem nach Fürfeld, Wonsheim und Stromberg.
1926 erhielt die Straßenbahn eine neue Werkstatt und die Wagenhalle wurde erweitert.

### Verkleinerung 1938
Am 1. Dezember 1938, wurde der Betrieb der Linie 2 nach Langenlonsheim jenseits der Bad Kreuznacher Pfingstwiese eingestellt. Offizielle Begründung war der Rückgang der Fahrgäste und dass die Straßenbahn den Straßenverkehr störe. Danach war das Streckennetz noch 21,4 km lang und über die Hälfte lag in Hessen. Die bisherige Linie 3 wurde in Linie 2 umbenannt. 1939 wurde in der Folge auch der Fuhrpark verkleinert: Es verblieben eine elektrische Lokomotive, zehn Triebwagen, acht Bei-, zwei Pack- und drei Güterwagen sowie vier Rollböcke und drei Spezialwagen.

### Ende
Das verbliebene Netz wurde auch während des Zweiten Weltkriegs weiter befahren. Nach Luftangriffen und Brückensprengungen 1944/45 kam es zu Einschränkungen, dann zu einem Stillstand des Betriebs von Mai bis Dezember 1945. Im Jahr 1946 verkehrten zunächst die
- Linie 1: Sepdelenwerk–Bahnhof–Kornmarkt–Karlshalle. Nachdem die Salinenbrücke wieder hergestellt war, verkehrte die Linie ab 1948 auch wieder von der Karlshalle bis zur Haltestelle Raugrafenstraße am südlichen Ortsende von Bad Kreuznach. Das nur 1 km lange Reststück bis Bad Münster wurde zunächst nicht wieder hergerichtet, da die Gemeinde Bad Münster zwischen ihrem nördlichen Ortsende und dem Felsentor eine neue Straßenführung plante. Bei diesem Zustand blieb es bis zur Betriebseinstellung.
- Linie 2: Kornmarkt–Bahnhof–Sepdelenwerke–Sprendlingen–St. Johann.

Wie in vielen anderen deutschen Städten wurden die veralteten Straßenbahnwagen auch in Bad Kreuznach mehr und mehr als Verkehrshindernis betrachtet. Außerdem fehlte der Wille, die Mittel für eine Modernisierung der Fahrzeuge und der Infrastruktur aufzubringen. Der Straßenbahnbetrieb wurde deshalb am 5. Januar 1953 eingestellt, einige Fahrzeuge an die Straßenbahn Würzburg verkauft.

## Strecken
Der Betriebshof mit dem E-Werk lag östlich des Staatsbahnhofs an der Bosenheimer Straße. Alle Strecken wiesen auch Güterverkehr auf. Von dem 27,6 Kilometer umfassenden Streckennetz lagen 15,6 km in Preußen und 12,0 km in Hessen. Seit 1912 war der Ausgangspunkt aller drei Straßenbahnlinien der Bismarckplatz (heute: Kornmarkt) in Kreuznach. Die Fahrpläne der Kreuznacher Straßenbahn waren zeitweise auch in den Eisenbahn-Kursbüchern enthalten.

### Kreuznach–Bad Münster (Linie 1)
Die Strecke führte vom Bahnhof durch die Altstadt in südlicher Richtung durch das Badeviertel zur Saline Karlshalle, wechselte dort auf das linke Ufer der Nahe und erreichte über Theodorshalle den Nordteil der um 1910 nur 1.000 Einwohner zählenden Gemeinde Bad Münster. Dort lag die Endhaltestelle vor dem Bahnhof Bad Münster am Stein, in dem damals auch Fernzüge hielten. Die Wagen der Linie 1 führten eine weiße Scheibe als Erkennungszeichen. Die Linie verkehrte in der Regel alle 30 Minuten, bei größerem Bedarf alle 15 Minuten. Sie verkehrte über die Haltestellen
- Kreuznach Stadthaus
- Bismarckplatz (heute: Kornmarkt)
- Kurhaus
- Oranienhof
- Karlshalle
- Theodorshalle
- Bad Münster am Stein

### Kreuznach–Langenlonsheim (Linie 2)
Die zweite, die Stadtgrenze überschreitende Straßenbahnstrecke benutzte die Gleise der Linie 1 zum Holzmarkt und folgte dann der Nahe auf dem linken Ufer am Stadtbahnhof vorbei über Bretzenheim bis nach Langenlonsheim (7,9 km). In ihr ging ab 1. Oktober 1912 die Stadtlinie Bahnhof–Holzmarkt auf. Die Wagen der Linie 2 führten eine weiß-grüne Scheibe als Erkennungszeichen. Etwa 15 bis 20 Mal am Tag verkehrten Zugpaare, aber ohne Taktfahrplan. 

### Kreuznach–St. Johann (Linie 3)
Die dritte Linie war eine 15,8 Kilometer lange Überlandbahn. Sie führte vom Bahnhof in östlicher Richtung am Depot vorbei aus Kreuznach hinaus, überquerte die Landesgrenze nach Hessen und führte nach St. Johann. Bei Badenheim (9,8 km) überquerte sie die Bahnstrecke Sprendlingen–Fürfeld, in Sprendlingen die Bahnstrecke Worms–Bingen Stadt (Rheinhessenbahn). Die Wagen der Linie 3 führten eine weiß-rote Scheibe als Erkennungszeichen. Etwa 15 bis 20 Mal am Tag verkehrten Zugpaare, aber ohne Taktfahrplan. 

### Stadtverkehr
Ab dem 28. Oktober 1906 wurde in Kreuznach bis 1912 eine Stadtlinie befahren, die in der Altstadt von der Stammstrecke abzweigte, die Nahe überquerte und dann nach Norden zum Stadthaus am Holzmarkt in der Neustadt abbog. Hier konnte man auch in die Kleinbahnzüge Richtung Hunsrück umsteigen. Diese Verstärkerlinie verkehrte auch nach dem Ersten Weltkrieg bis 1933 und von 1936 bis 1938.